# Ofelja Hambardsumjan

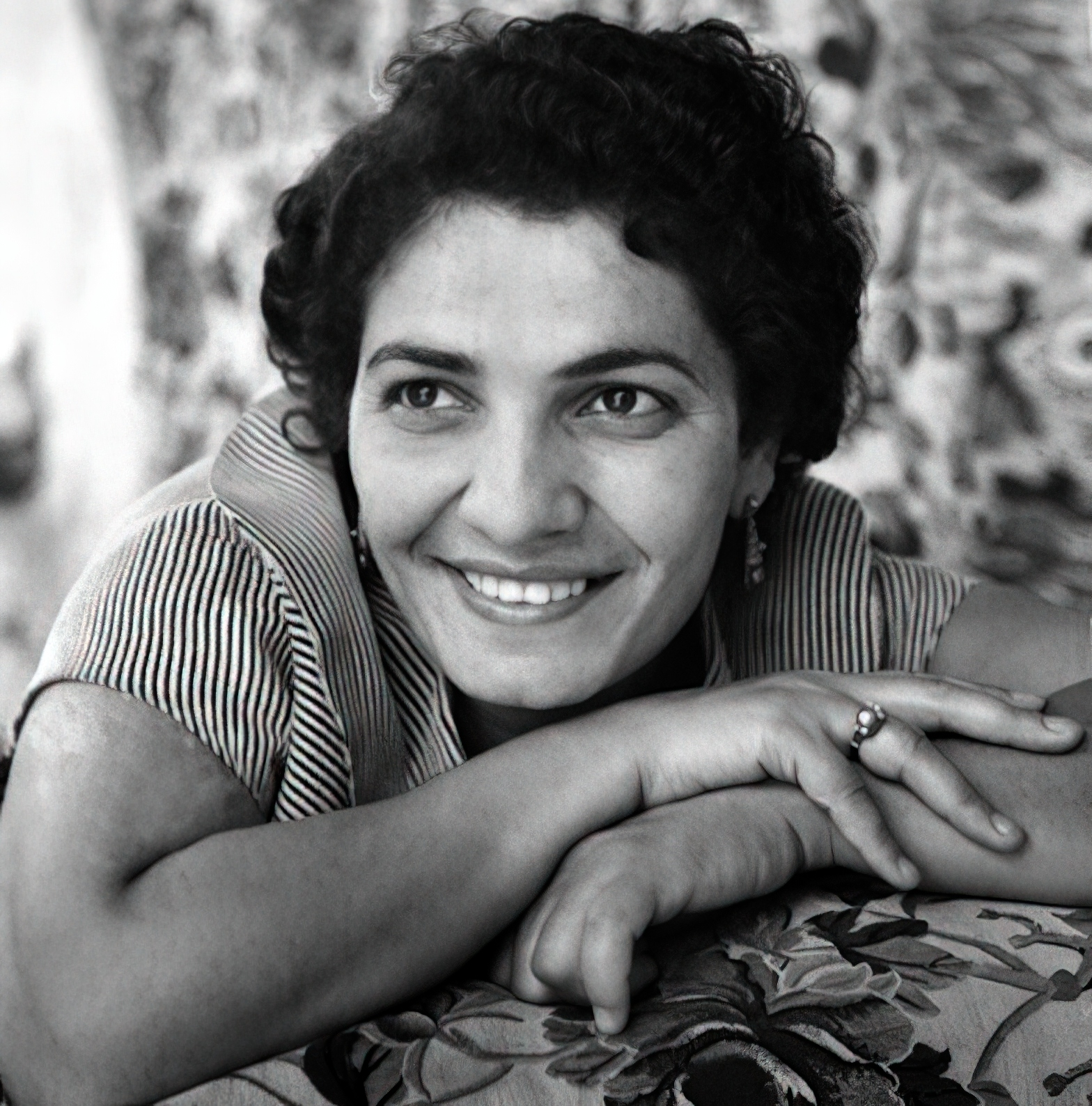
Ofelja Hambardsumjan

Ofelja Karapeti Hambardsumjan (armenisch Օֆելյա Կարապետի Համբարձումյան; russisch Офе́лия Ка́рапетовна Амбарцумя́н; geb. 9. Januar 1925 in Jerewan; gest. 13. Juni 2016 ebenda) war eine armenische Sopranistin, die neben klassischer Musik auch Folk und Aschough sang.

## Biographie
Ofelja Hambardsumjan kam 1925 in der armenischen Hauptstadt Jerewan zur Welt. Sie absolvierte eine Gesangsausbildung am Romanos Melikjan-Musikkolleg bei H. Musinjan. 1944 wurde sie Solosängerin des Ensembles für Volksinstrumente des armenischen Radios, das von Aram Meranguljan geleitet wurde.
Ihr Repertoire umfasste Klassische Musik armenischer Komponisten, Aschough-Musik und Volkslieder. Sie wurde besonders für ihre Interpretationen der Aschough-Lieder von Sayat Nova bekannt, wie „Yaren ervac im“, „Yis kanchum em lalanin“ und anderen. Sie führte auch die Musik von Fahrad, Jivani, Sheram auf. Darüber hinaus sang sie die zeitgenössischen Aschough-Lieder von Gusan Shahen, Havasi und Gusan Ashot, oft war sie die erste Interpretin dieser Lieder. Die Aufführung eines Liederzyklus, der die Gedichte von Avetik Isahakyan vertonte, war ein herausragender Erfolg.
1974 stand sie im Zentrum des Dokumentarfilms „Ofelja Hambardsumjan singt“, 1985 wurde das Filmkonzert „Jerewan“ veröffentlicht.

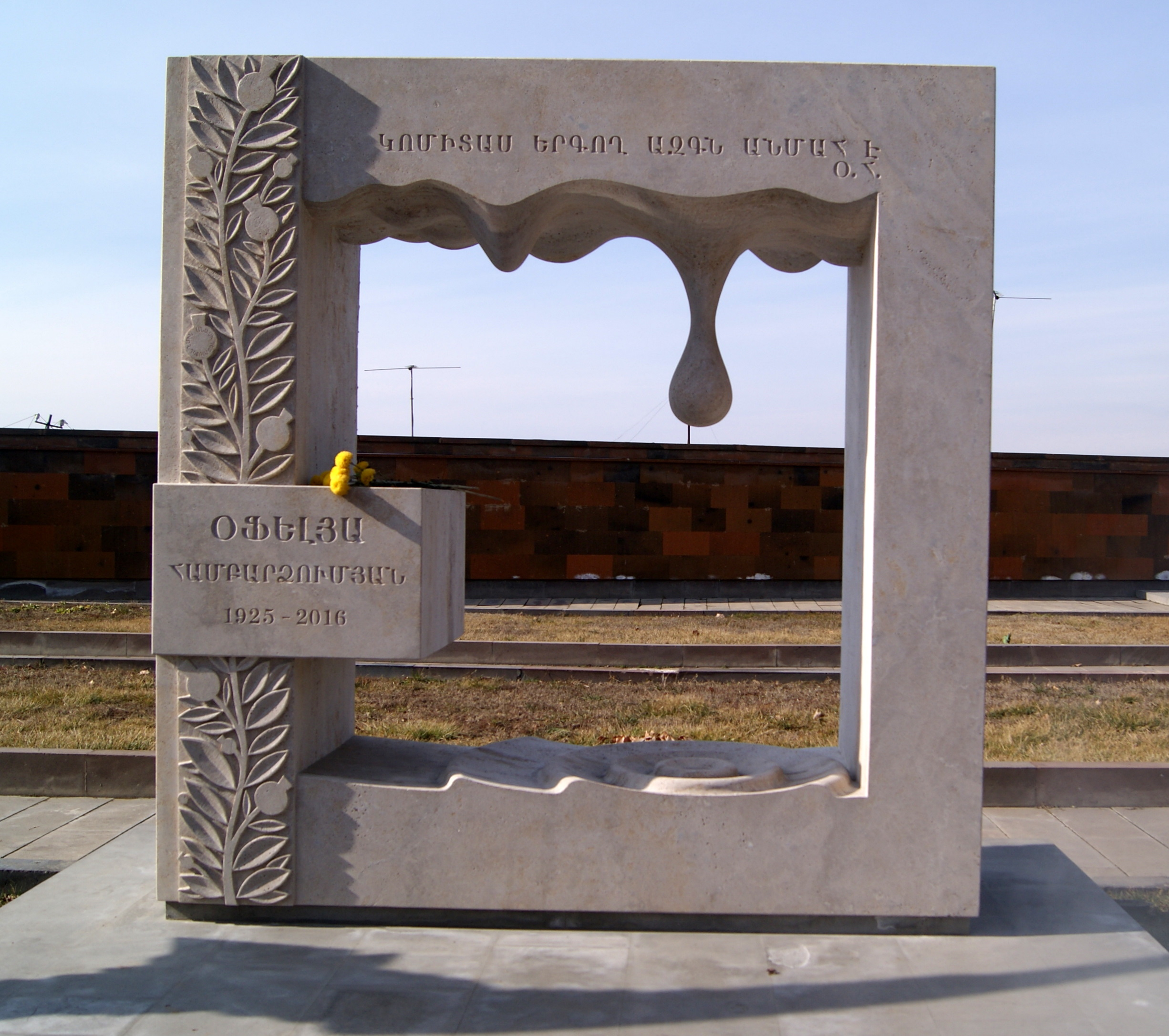
Das Grabmal von Ofelja Hambardsumjan im Komitas-Pantheon in Jerewan

Ofelja Hambardsumjan gab Konzerte in den Städten der GUS, an Orten mit ausländischer armenischer Bevölkerung wie im Libanon, Syrien, Ägypten, Frankreich und den USA. Im 21. Jahrhundert trat sie nicht mehr auf der Bühne auf. Sie starb am 13. Juni 2016 in Jerewan.

## Auszeichnungen
- 1956: Ehrenzeichen der Sowjetunion
- 1959: Volkskünstlerin der Armenischen SSR[3]
- 1985: Orden des Roten Banners der Arbeit
- 2011: Mesrop Maschtoz-Orden durch den Präsidenten der armenischen Republik[4]